# Chrysochlamys angustifolia
Chrysochlamys angustifolia là một loài thực vật có hoa trong họ Bứa. Loài này được (Maguire) Hammel mô tả khoa học đầu tiên năm 1999.